# Симон Бокканегра (опера)
«Симон Бокканегра» (итал. Simon Boccanegra) — опера Джузеппе Верди в 3 действиях с прологом. Либретто было написано Франческо Мария Пьяве на основе одноимённой пьесы Антонио Гарсия Гутьерреса. Заглавный герой оперы — Симон Бокканегра, первый дож Генуи. Первая постановка состоялась в театре «Ла Фениче» в Венеции 12 марта 1857. Вторая версия, созданная при участии Арриго Бойто, была представлена публике в миланском «Ла Скала» 24 марта 1881 года.

## Замысел
К 1840 году Верди увлекается идеями Джузеппе Мадзини (1805—1872), уроженца Генуи и борца за объединение Италии. Опера «Набукко» (1842) становится наиболее ранним выражением патриотизма Верди; тема патриотизма и призыв к борьбе с захватчиками звучат также в операх «Ломбардцы в первом крестовом походе» (1843), «Аттила» (1846) и др.
События 1848 года стали причиной дальнейшего подъёма патриотических настроений. В их духе написана ария Симона Бокканегра (Plebe, patrizi, popolo della feroce storia), почти буквально цитирующий Петрарку: E vo gridando: pace, e vo gridando: amor («Я взываю о мире, я взываю во имя любви»).

## Действующие лица
| Роль                                                             | Голос         |
| ---------------------------------------------------------------- | ------------- |
| Симон Бокканегра, пират, позднее дож Генуи                       | баритон       |
| Мария Бокканегра, его дочь, известная как Амелия Гримальди       | сопрано       |
| Якопо Фиеско, генуэзский аристократ, известный как Андреа Фьеско | бас           |
| Габриэле Адорно, генуэзец                                        | тенор         |
| Паоло Альбиани, ювелир, приближённый Бокканегры                  | баритон       |
| Пьетро, генуэзский народный вождь, придворный                    | бас           |
| Капитан арбалетчиков                                             | тенор         |
| Горничная Амелии                                                 | меццо-сопрано |
| Солдаты, матросы, народ, сенаторы, судьи, заключённые            | хор           |

## Известные аудиозаписи
- Симон Бокканегра — Тито Гобби, Амелия — Виктория де Лос Анхелес, Габриэль Адорно — Джузепе Кампора, Фиеско/Андреа — Борис Христов, Паоло — Валтер Монакези, Пьетро — Паоло Дари, Капитан — Паоло Кароли, хор и оркестр Римской оперы, дирижёр — Габриеле Сантини, 1957 год.
- Джузеппе Верди, «Симон Бокканегра». Исполнители: Эберхард Вехтер, Николай Гяуров, Роберт Кернс, Манфред Юнгвирт, Гундула Яновиц, Карло Коссутта, Марио Гуджа, Маргарета Сьёстедт. Хор и оркестр Венской государственной оперы, дирижёр Йозеф Крипс, 1969 г.
- Симон Бокканегра — Тито Гобби, Амелия — Лейла Генджер, Габриэль Адорно — Джузеппе Дзампьери, Фиеско/Андреа — Джорджо Тоцци, Паоло — Роландо Панераи, Пьетро — Вито Суска, Капитан — Глейд Петерсен, хор и оркестр Венской государственной оперы, дирижёр — Джанандреа Гаваццени, 1961 год.
- Симон Бокканегра — Пьеро Каппуччилли, Амелия — Мирелла Френи, Габриэль Адорно — Хосе Каррерас, Фиеско/Андреа — Николай Гяуров, Паоло — Жозе ван Дам, Пьетро — Джованни Фояни, хор и оркестр театра «Ла Скала», дирижёр — Клаудио Аббадо, 1976 год.
- Симон Бокканегра — Ренато Брузон, Амелия — Катя Риччарелли, Габриэль Адорно — Вериано Лукетти, Фиеско/Андреа — Руджеро Раймонди, Паоло — Феличе Скьяви, Пьетро — Константин Сфирис, Капитан — Эвальд Айхбергер, Служанка Амелии — Анна Гонда, хор и оркестр Венской государственной оперы, дирижёр — Клаудио Аббадо, 1984 год.
- Габриэль Адорно — Пласидо Доминго, Амелия — Карита Маттила, хор и оркестр театра «Метрополитен-опера», 1998 год.

## Известные видеозаписи
- Симон Бокканегра — Владимир Чернов, Амелия — Кири Те Канава, Габриэль Адорно — Пласидо Доминго, Фиеско — Роберт Ллойд, хор и оркестр театра «Метрополитен-опера», дирижёр — Джеймс Ливайн, 26 января 1995 года[2].